# George Naccache
Pour les articles homonymes, voir Naccache.
George Naccache, en arabe : جورج نقاش, né le 20 novembre 1902 et mort le 8 mai 1972,,, est un journaliste, poète, homme politique et diplomate libanais.

## Biographie
En 1924, il fonde à seulement 22 ans le quotidien francophone libanais L'Orient avec Gabriel Khabbaz, qui deviendra en 1971 L'Orient-Le Jour. Il participe en 1936 à la fondation avec Pierre Gemayel, et Charles Hélou des phalanges libanaises, un parti politique libanais qui représente les chrétiens du Liban. Il quittera tout de même rapidement le parti (en 1937), tout comme le président Hélou. Il est l'auteur d'un célèbre éditorial qu'il publie le 10 mars 1949 sous le titre : « Deux négations ne font pas une nation », qui lui valut trois mois de prison. Il a été ensuite plusieurs fois ministre ainsi qu’ambassadeur du Liban à Paris.